# 西安市第六中学
34°15′28″N 108°56′00″E / 34.25776°N 108.93323°E
西安市第六中学，位于陕西省西安市碑林区五味什字31号，是一所公办省级标准化高中。

## 沿革
1943年，张钫创办私立同州中学。中华人民共和国成立前后，更名为西北中学。1952年，接管后命名为西安市第六中学。1960年，它是陕西省唯一一所五年一贯制实验中学。1979年，定为西安市重点中学。1997年，定为陕西省级重点高中。
现西安市第六中学校址是原中州会馆，1926年，东军围困西安时，杨虎城曾在此办公指挥守城。